# A Kongó vízhozama
A Kongó átlagos vízhozamának alakulása az egyes vízmércéknél:
| Vízmérce                  | Távolság a torkolattól (km) | Közepes vízhozam (m3/s) |
| ------------------------- | --------------------------- | ----------------------- |
| Banana                    | 0                           | 42800                   |
| Inga- vízesés             | 236                         | 42476                   |
| Kinshasa Brazzaville      | 498                         | 42250                   |
| Mbandaka                  | 1158                        | 19000                   |
| Yangambi                  | 2133                        | 8358                    |
| Kisangani                 | 2240                        | 7079                    |
| Stanley (Boyoma)- vízesés | 2310                        | 6550                    |
| Kindu                     | 2705                        | 2213                    |
| Ankoro                    | 3455                        | 901                     |
| Bukama                    | 3695                        | 322                     |

A Kongó átlagos, legkisebb és legnagyobb vízhozama: 
| Vízmérce  | Közepes vízhozam (m3/s) | Legkisebb vízhozam (m3/s) | Legnagyobb vízhozam (m3/s) |
| --------- | ----------------------- | ------------------------- | -------------------------- |
| Kongó     |                         |                           |                            |
| Kinshasa  | 42250                   | 23500                     | 75000                      |
| Kisangani | 7079                    | 3240                      | 13930                      |
|           |                         |                           |                            |
| Lualaba   |                         |                           |                            |
| Ubundu    | 6550                    |                           | 16990                      |
| Kindu     | 2213                    | 640                       | 7640                       |
| Bukama    | 322                     | 52                        | 1229                       |
|           |                         |                           |                            |
| Kasai     |                         |                           |                            |
| Lebida    | 11318                   | 5000                      | 20000                      |
| Kutu-Moke | 8790                    | 4400                      | 11600                      |
|           |                         |                           |                            |
| Ubangi    |                         |                           |                            |
| Torkolat  | 5936                    | 1000                      | 15500                      |
| Bangui    | 4092                    | 930                       | 9115                       |

A Kongó vízhozamának szezonális ingadozása a torkolatánál:
| Időszak           | A hónapok közepes vízhozama (m3/s) |
| ----------------- | ---------------------------------- |
| Október-Január    | 57670                              |
| Február-Március   | 36276                              |
| Április-Május     | 40282                              |
| Június-Szeptember | 32000                              |
| Évi átlag         | 42800                              |